# Masegoso
Masegoso és un municipi de la província d'Albacete, que es troba a 60 km de la capital de la província. S'arriba per la carretera de San Pedro i Casas de Lázaro o per un desviament de la d'Alcaraz.
El 2006 tenia 104 habitants, segons dades de l'INE.
Comprèn les pedanies de Cilleruelo, Ituero i Peñarrubia. Està situada en un entorn d'alzinars i camps de cereals, en terres altes de clima continental i de fauna protegida, com cérvols i cabres monteses.